# Pippi Langstrumpf (Zeichentrick)
Pippi Langstrumpf ist eine Zeichentrickserie des Regisseurs Michael Schaack, die ab 1997 in Kanada, Deutschland und Schweden produziert wurde.
Die Zeichentrickserie spielt genau nach dem Film und beruht auch frei auf den gleichnamigen Pippi-Langstrumpf-Romanen von Astrid Lindgren.

## Handlung
Pippi Langstrumpf ist ein sehr unkonventionelles Mädchen, was man auch ihrer Kleidung ansieht: große Schuhe, zwei verschiedenfarbige Strümpfe und dazu ein kurzes Kleid mit Flicken. Am auffälligsten sind aber ihre roten Haare mit zwei abstehenden Zöpfen.
Aber nicht nur ihr Aussehen ist außergewöhnlich. Auch von ordentlichem und genormten Verhalten hält Pippi nicht viel. Sie probiert die Dinge gerne auf ihre Weise aus. Jeden Tag kann sie sich für die Leute aufopfern, Geschichten erzählen, kochen, spielen und vieles mehr.
Als sie eines schönen Tages in die Villa Kunterbunt einzieht, lernt sie die Nachbarskinder Tommy und Annika kennen. Schnell schließen die Kinder Freundschaft. Und dank Pippis Erfindungsreichtum erleben sie eine Menge Abenteuer.

## Episoden
Die Serie wurde zum ersten Mal im ZDF am 9. Januar 1999 innerhalb von Tabaluga tivi ausgestrahlt.
| - 01. Pippi zieht in die Villa Kunterbunt ein - 02. Der versuchte Diebstahl - 03. Pippi will ihr Haus nicht verkaufen - 04. Pippi, die Ballonfahrerin - 05. Die wilde Reise ins Taka-Tuka-Land - 06. Die Perlendiebe - 07. Die Heimkehr - 08. Das große Rennen - 09. Pippi und das Pferderennen - 10. Pippi und der Meister-Ganove - 11. Pippi erleidet Schiffbruch - 12. Pippi und die alten Leute - 13. Pippi geht auf den Jahrmarkt | - 14. Pippis Weihnachtsfest - 15. Pippi will nicht erwachsen werden - 16. Pippi geht nicht zur Schule - 17. Pippi rettet die grünen Wale - 18. Die Rückkehr der grünen Wale - 19. Der hohe Besuch - 20. Der schlimme Herr Blomsterlund - 21. Pippi und das Schloßgespenst - 22. Pippi auf Spurensuche - 23. Die Kannibalen-Blumen - 24. Tante Matildas Erbe - 25. Der zerstreute Tischler - 26. Die gefährliche Zugfahrt |

## Besonderheiten
Es gibt zwei Zeichentrickfilme, die als Prolog und Fortsetzung zu sehen sind:
- Pippi Langstrumpf (1997)
- Pippi Langstrumpf in der Südsee (1999)